# Christof Wingertszahn
Christof Wingertszahn  (* 1958 in St. Wendel/Saar) ist ein deutscher Literaturwissenschaftler und Museumsdirektor.

## Leben
Wingertszahn studierte an der Universität des Saarlandes Germanistik, Philosophie und Kunstgeschichte mit dem Abschluss zum Magister (1984). 1990 wurde er mit einer Arbeit über das erzählerische Werk des Romantikers Achim von Arnim promoviert. Von 1993 bis 1996 war er wissenschaftlicher Mitarbeiter der Stiftung Weimarer Klassik (Arnim-Ausgabe, Nietzsche-Archiv), danach leitete er die Arbeitsstelle Kritische Moritz-Ausgabe an der Berlin-Brandenburgischen Akademie der Wissenschaften. 2008 habilitierte er sich mit einer Schrift über den Goethe-Freund Karl Philipp Moritz.
Von 2013 bis 2024 war er Direktor des Düsseldorfer Goethe-Museums. Wingertszahn ließ die Dauerausstellung zu Goethes Leben, welche auf der Sammlung Anton Kippenbergs basiert, von 2018 bis 2024 abbauen. In dieser Zeit war kein Ausstellungskonzept zu erkennen.
Er ist Mitherausgeber zweier großer Klassiker-Ausgaben: 
- Ludwig Achim von Arnim: Werke und Briefwechsel. Historisch-kritische Ausgabe. Weimarer Arnim-Ausgabe (geplant 40 Bände);[3]
- Kritische Karl-Philipp-Moritz-Ausgabe (geplant 13 Bände).[4]

Wingertszahn war Lehrbeauftragter und Honorarprofessor des Instituts für Germanistik an der Heinrich-Heine-Universität Düsseldorf.
Er lehrte an Universitäten im Saarland, Düsseldorf, Berlin, Braunschweig und Tokio.

## Schriften
- Ambiguität und Ambivalenz im erzählerischen Werk Achims von Arnim. Röhrig, St. Ingbert
- Anton Reiser und die ‚Michelein‘. Neue Funde zum Quietismus im 18. Jahrhundert. Wehrhahn Verlag, Hannover 2002, ISBN 9783932324598
- Anton Reisers Welt. Eine Jugend in Niedersachsen 1756–1776. Ausstellungskatalog zum 250. Geburtstag von Karl Philipp Moritz. Ausstellung in der Stadtbibliothek Hannover vom 4. September bis 14. Oktober 2006. Wehrhahn Verlag, Hannover 2006
- (Hrsg.): „Das Dorf ist nun Hier geworden“. Karl Philipp Moritz heute. Wehrhahn Verlag, Hannover 2010, ISBN 978-3-86525-157-2